# Donjon de la Toque
Le donjon de la Toque est, avec son enceinte, le dernier vestige du château d'Huriel. Cette tour seigneuriale élevée au XIIe siècle se dresse sur la commune d'Huriel (France).

## Localisation
Le donjon de la Toque est situé au centre de la commune de Huriel, dans le département de l'Allier (dans la région Auvergne-Rhône-Alpes, anciennement Auvergne).

## Description
Le donjon de la Toque est l'exemple type d'un donjon roman. De plan rectangulaire à contreforts, il mesure 33 m de hauteur et compte cinq niveaux élevés sur une cave voûtée. Il a été bâti en granit de Jarges. La porte placée très haut était desservie par une passerelle amovible qui aboutissait au sommet de la chemise enveloppant le donjon. Les hourds des deux derniers étages ont disparu aux XVe et XVIe siècles. On perce alors de grandes fenêtres et on aménage à l'intérieur des cheminées.
Sur les quatre tours rondes, il n'en subsiste que deux. Son surnom de « La Toque » vient de sa toiture du XVIe siècle conservée jusqu'en 1903.

## Historique
Le donjon a été construit entre la fin du XIe siècle et la fin du XIIe siècle par les Humbaud. Un remaniement des parties hautes semble dater du XIIIe siècle. Des aménagements ont été faits au XVIe siècle pour améliorer le confort (fenêtres à meneaux, cheminées).
La seigneurie d'Huriel a appartenu successivement aux Humbault (attestés au XIe siècle), puis à la maison de Déols. Vers 1265, Marguerite de Déols apporte Huriel par mariage à la famille de Brosse. Jean de Brosse, maréchal de France, naît au château d'Huriel en 1375. Jean II de Brosse vend Huriel en 1478 à Jean de Bourgogne, comte de Nevers. Par la suite, Huriel, devenu baronnie, va changer plusieurs fois de propriétaires (familles Hurault de Cheverny, Chaumejean, Le Lièpvre de La Grange) avant d'entrer en 1673 dans la famille Jehannot de Bartillat.
En 1879, le château est acheté par la commune. La Toque a bénéficié d'une importante campagne de restauration qui s'est achevée en 2023.
Le donjon et son enceinte font l'objet d'un classement au titre des Monuments historiques par arrêté du 28 décembre 1886.

## Musée
Le donjon de la Toque abrite aujourd'hui un musée qui présente, d'une part, l'histoire des seigneurs d'Huriel et, d'autre part, le passé vigneron de la cité.